# 댄 위엔
댄 위엔(Than Wyenn, 1919년 5월 2일 ~ 2015년 1월 30일)은 미국의 배우, 텔레비전 배우, 연극 배우이다.
뉴욕에서 태어났으며 우들랜드힐스에서 사망하였다.

## 영화
- 스플래쉬 (1984년)
- 매 웨스트 (1982년)
- 히로시마 원폭투하대 (1980년)
- 블랙 썬데이 (1977년)
- 형사 Q (1976년)
- 엔터베 특공작전 (1976년)
- 여형사 페페 (1974년)
- 6백만 달러의 사나이 - TV 시리즈 (1974년)
- 명탐정 바나비 존즈 (1973년)
- 비밀지령 (1968년)
- 아이언 사이드 (1967년)
- 사하라 특공대 (1966년)
- 제5전선 (1966년)
- FBI (1965년)
- 겟 스마트 (1965년)
- 첩보원 0011 (1964년)
- 전투 (1962년)
- 추격 (1959년)
- 조로의 싸인 (1958년)
- 조로 (1957년)
- 페리 메이슨 (1957년)
- 핫 로드 럼블 (1957년)
- 비기닝 오브 더 엔드 (1957년)
- 투명 소년 (1957년)
- 딜론 보안관 (1955년)
- 굿모닝 미스 도브 (1955년)
- 피트 켈리의 블루스 (1955년)